# BTR-80
O BTR-80 (em russo:  Брони́рованный транспортёр — 80 моде́ль, transl. Bronírovannyy transportor — 80 modél', literalmente "Transportador Blindado — Modelo 80") é um veículo blindado de transporte de pessoal (VBTP) desenvolvido pela União Soviética. Foi adotado em serviço em 1986 e substituiu os veículos anteriores, o BTR-60 e o BTR-70. Tem tração 8x8 com capacidade anfíbia e transporta 10 homens.
O BTR-80 entrou em produção em série em 1984 e, tendo sido repetidamente modernizado, ainda está em produção. As últimas modificações do BTR-80, o equipando com armas aprimoradas, o colocam na classificação de veículo de combate de infantaria (VCI). Foi usado pelas tropas soviéticas na Guerra do Afeganistão e, desde a década de 1990, tem sido o principal VBTP das Forças Armadas da Rússia e de várias outras ex-repúblicas soviéticas, tendo sido usado em quase todos os principais conflitos armados no espaço pós-soviético. Foi e é ativamente fornecido para exportação, estando o BTR-80 em serviço em pelo menos 26 países.

## Características
O BTR-80 é baseado no BTR-70, que por sua vez foi baseado no BTR-60. Ele possui um único motor diesel V-8 turboalimentado de 260cv, refrigerado a água, uma melhoria em relação aos dois motores a gasolina instalados nos veículos BTR-60 e BTR-70. A parte traseira reconfigurada do casco acomoda o novo motor único. Os soviéticos removeram os chanfros do teto do BTR-70 modificado, elevaram a traseira e quadraram o compartimento do motor inclinado para trás. Os recursos sofisticados do BTR-80 incluem uma regulagem central de pressão do pneu, sistemas de proteção contra ameaças Químicas, Bacteriológicas, Radiológicas e Nucleares (QBRN) e direção nas quatro rodas dianteiras, além de ser completamente anfíbio, propulsionado por um único hidrojato.
O equipamento padrão inclui blocos de visão TNPO, dispositivos ópticos TNP-B e TKN-3 para o motorista e comandante, uma luz de busca infravermelha OU-3GA2M, seis lançadores de granadas de fumaça de 81mm 902V "Tucha", um rádio (R-173 ou R-163-50U), um intercomunicador e hidrojatos para propulsão anfíbia.
O veículo é capaz de transportar sete soldados completamente equipados mais a guarnição de três tripulantes do blindado. O compartimento da tripulação possui sete seteiras (quatro no lado direito e três no esquerdo) que possibilitam o disparo de armas portáteis de dentro do carro, além de escotilhas na parte superior, aumentando o poder de fogo do BTR-80. O armamento principal é uma metralhadora pesada KPVT de 14,5mm montada na torre BPU-1 e uma metralhadora coaxial PKT de 7,62mm.

## Variantes Principais

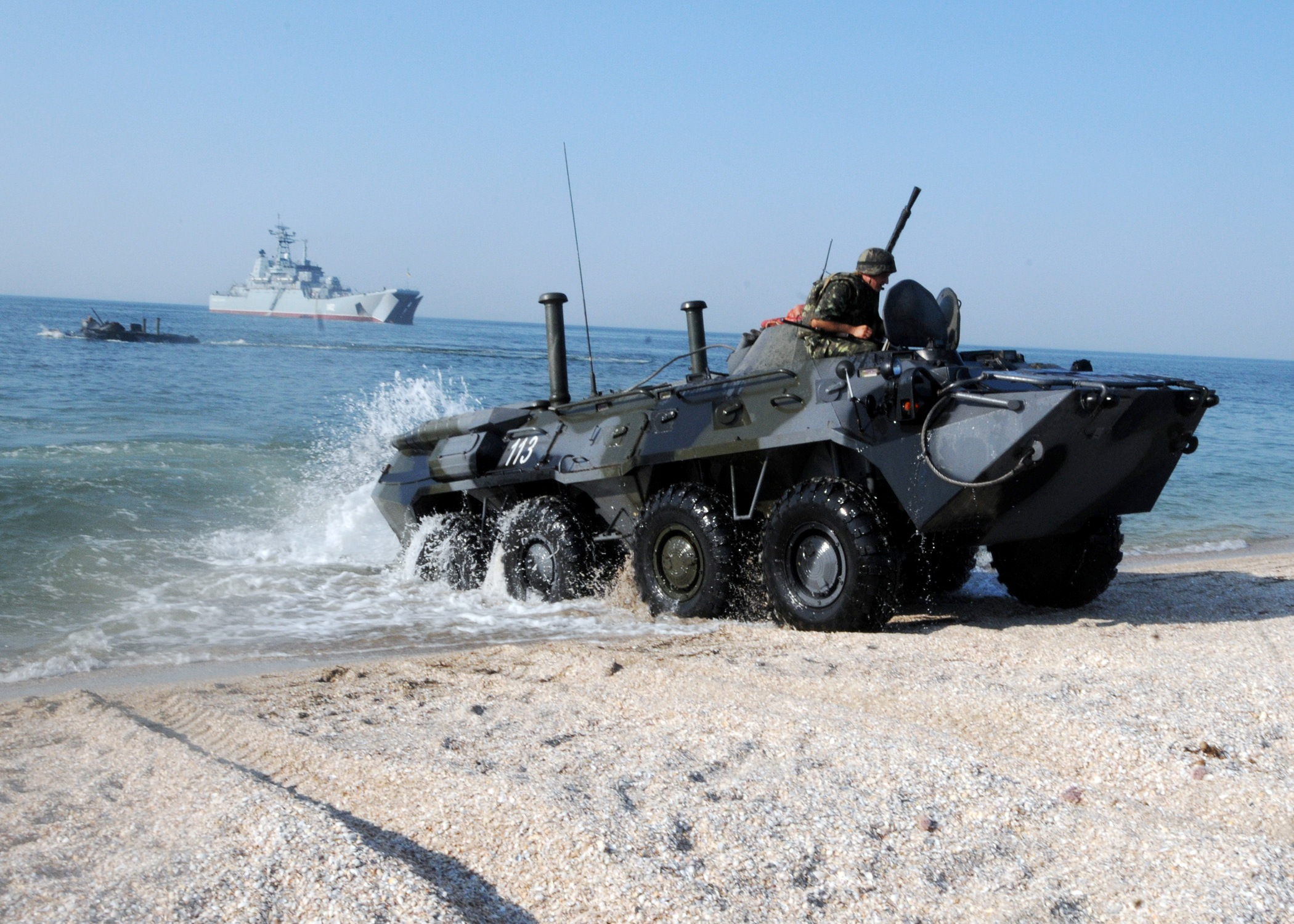
Um BTR-80 do corpo de fuzileiros navais da Ucrânia.

### BTR-80M (1993)
Primeira atualização russa, uma versão tampão, devido a dificuldades de produção do antigo motor. Foi equipada com o motor disponível DMZ-238M2 de 240HP, possuía um casco levemente alongado e novos pneus.

### BTR-80A (1994)

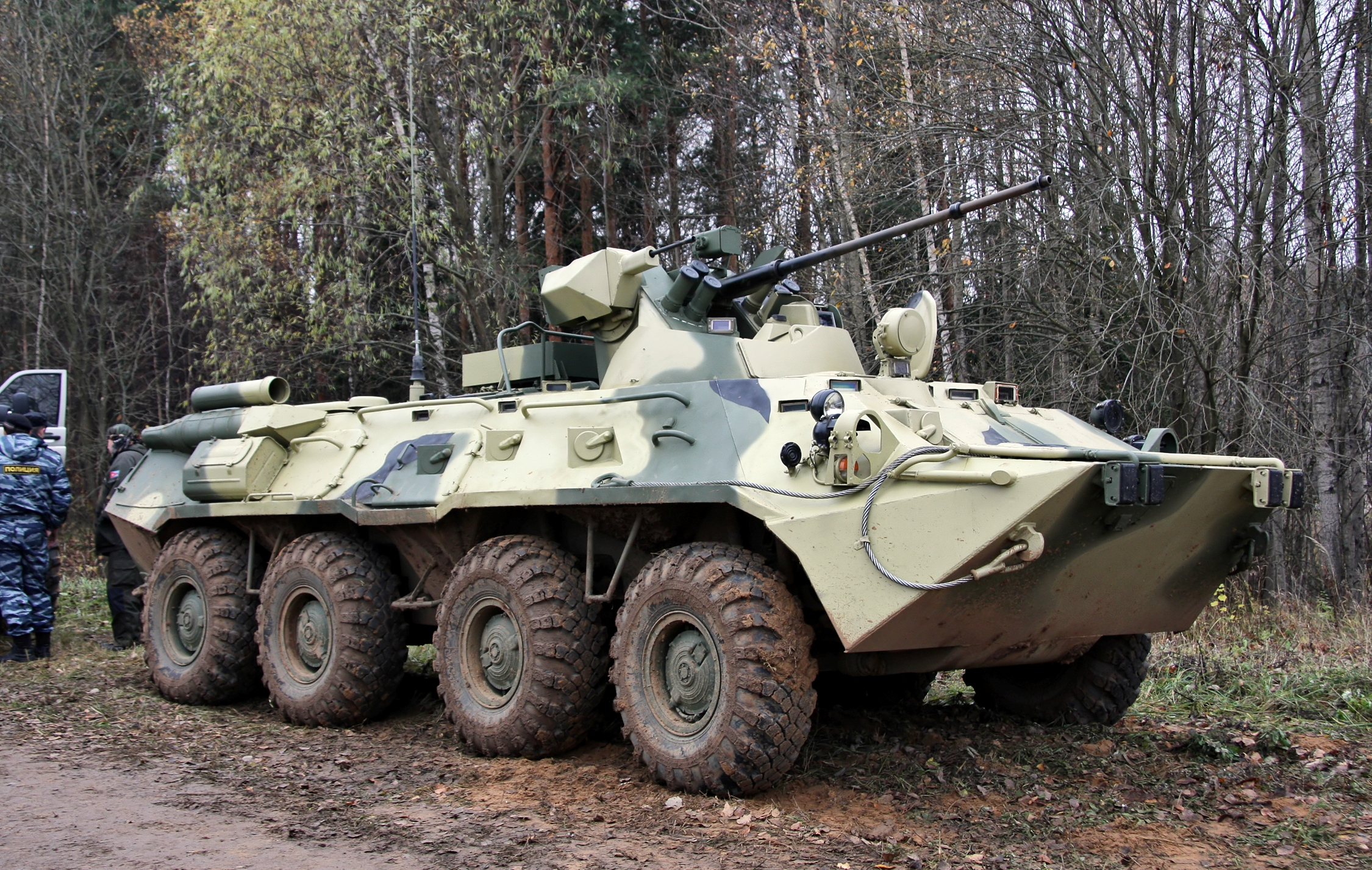
Um BTR-82A russo.

Uma versão com as principais atualizações focando o seu sistema de armas. Recebeu uma nova torre, a BPPU, equipada com um canhão automático de 30mm 2A72. Também recebeu atualizações no seu sistema de mira.

### BTR-82 (2009)
Uma outra versão tampão, dessa vez motivada por atrasos no desenvolvimento do BTR-90. Apresentou melhora na blindagem do veículo, recebeu uma versão atualizada do sistema de visão noturna, o TKN-4GA, e foi implementado o sistema de navegação GLONASS.

### BTR-82A (2013)
A versão mais recente do BTR-80, foi revelada no início de 2013 pelo Ministro da Defesa, Sergei Shoigu. É baseada no BTR-82 e conta com a nova mira TKN-4GA-02 e o canhão principal 2A72 de 30mm. Em serviço desde 2014, este também é um novo padrão de atualização para os antigos BTR-80, como o BTR-82AM, que se caracteriza por seteiras soldadas na parte frontal do veículo e é utilizado pela Marinha.

## Operadores

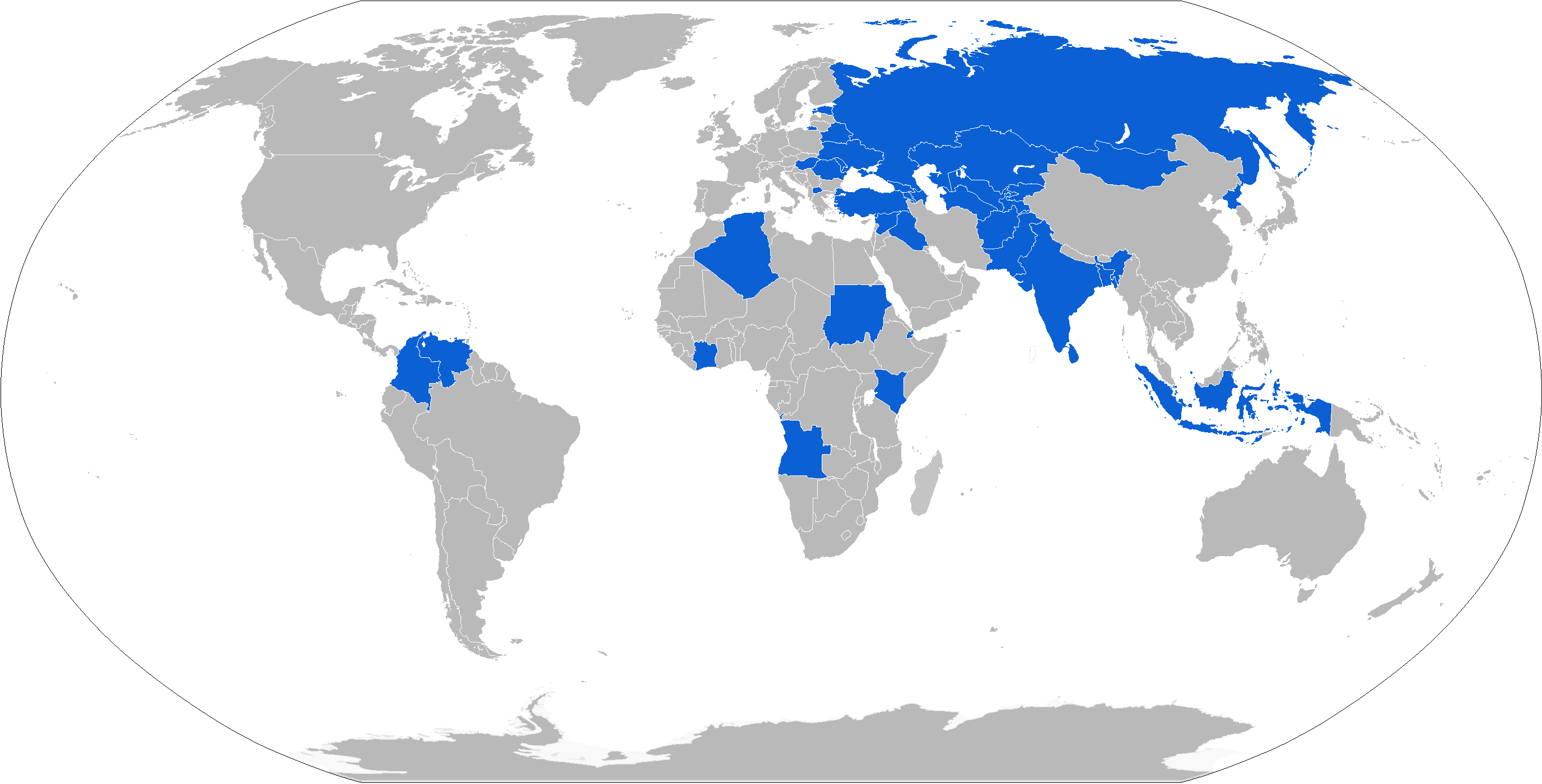
Mapa com os países utilizadores em azul.

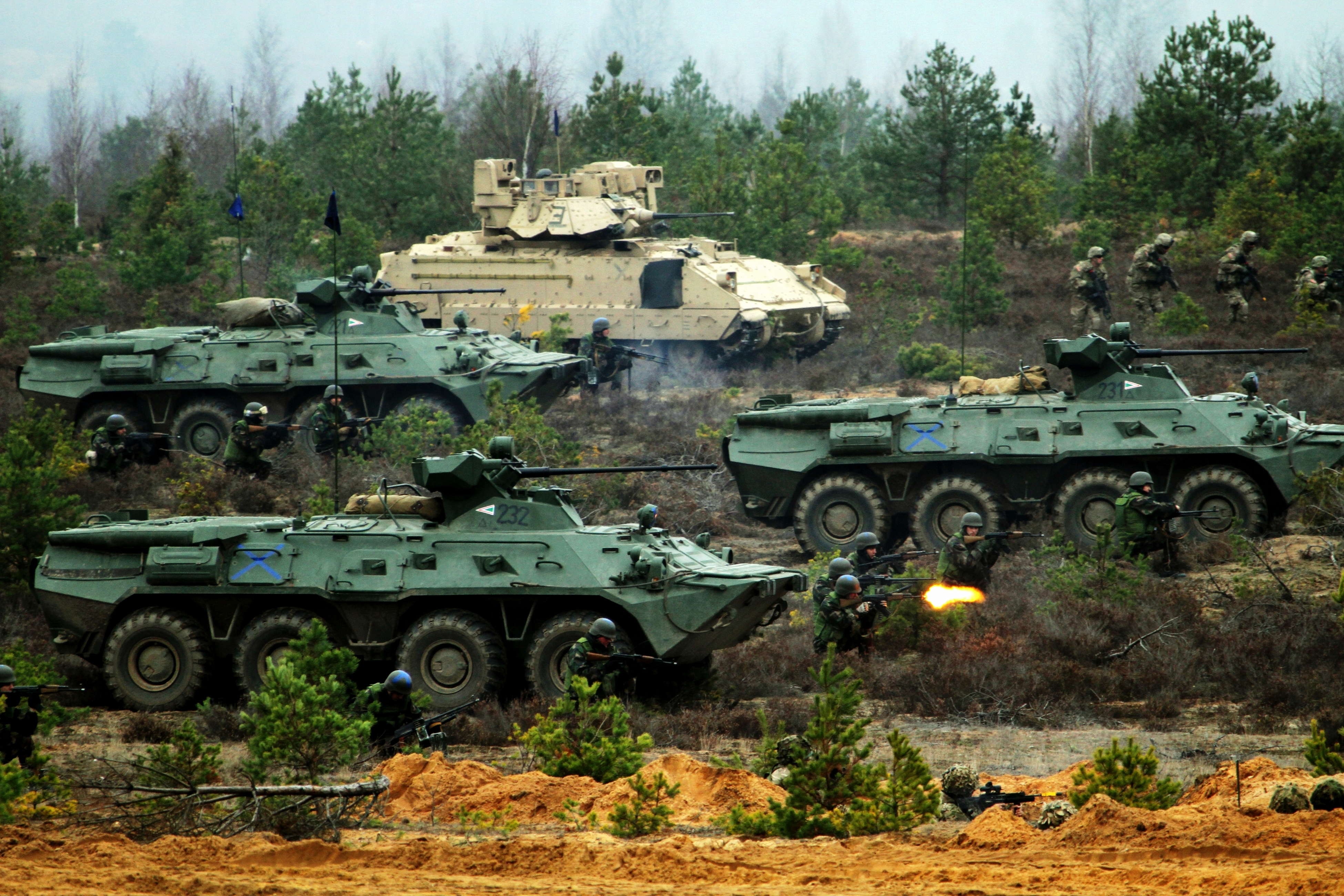
Blindados BTR-80 do exército húngaro ao lado de um Bradley americano durante o exercício da OTAN Operação Espada de Ferro 2014, em Pabrade, na Lituânia.

- Afeganistão[5]
- Angola: 11[6]
- Argélia: 150[7]
- Armênia: 160[8][9]
- Azerbaijão: 88[10][11]
- Bangladesh: 645-1250[12]
- Belarus[5][13]
- Burundi: 10[14]
- Cazaquistão: 155[10]
- Chade: 24[15]
- Colômbia: 8
- Costa do Marfim: 6[16]
- Djibouti: 8[17]
- Emirados Árabes Unidos: 1[14]
- Geórgia: 23
- Hungria: 555[18]
- Iêmen: 100[18]
- Índia
- Indonésia: 12[19]
- Iraque: 100[20][21]
- Romênia: 69[21]
- Macedônia do Norte: 22[14]
- Moldávia[5]
- Mongólia: 20[22]
- Nicaragua[23]
- Coreia do Norte: 32[5][21]
- Rússia: 1,500[5]
- Sri Lanka: 49[6]
- Sudão: 90[24]
- Síria[25]
- Tajiquistão[5]
- Turcomenistão: 8[5]
- Ucrânia: 350[26]
- Uganda: 32[27]
- Uzbequistão: 50[5]
- Venezuela: 114[28]
- Zambia[29]

### Antigos operadores
- Estônia: 13 usadas pela Liga Armada da Estônia e removidas do serviço.[30]
- Finlândia: 2 comprados para teste em 1990. Retirado de uso em 2010.
- Turquia: 180 foram comprados do excedente da ex-Alemanha Oriental e da ex-URSS. Eles foram modernizados com visor térmico.[31] Com a introdução de veículos nativos e modernos, retirados do serviço ativo.
- União Soviética: Passado aos Estados sucessores.[5]

### Operadores potenciais
- Argentina: A Rússia ofereceu a construção de uma fábrica de BTR 80/82 à Argentina.[32][33][34]

## Família BTR
- BTR-40
- BTR-50
- BTR-60
- BTR-70
- BTR-90